# 曹集乡 (宿迁市)
曹集乡，是中华人民共和国江苏省宿迁市宿豫区下辖的一个乡镇级行政单位。

## 行政区划
曹集乡下辖以下地区：
快乐社区、冒店社区、天同庵社区、道方村、孙庄村、小岭村、旱闸村和双河村。